# Gergely István (képzőművész)
Gergely István (Csíkkozmás, 1939. augusztus 14. – Kolozsvár, 2008. március 13. ) erdélyi magyar képzőművész, szobrászművész, Gergely Erzsébet férje.

## Életútja
A marosvásárhelyi Művészeti Középiskola elvégzése (1958) után a kolozsvári Ion Andreescu Képzőművészeti Főiskola szobrászati tanszékén szerzett diplomát (1964). Középiskolai rajztanár Kolozsvárt. 1970-ben Milan Alexandru Florian festő és grafikusművésszel együtt elvállalta és kivitelezte a kolozsvári Diákművészeti Ház belső térdíszítését. Figurális kompozícióival, plakettjeivel, portréival részt vesz a megyei és országos képzőművészeti kiállításokon; Kolozsvárt (1964), Szatmáron (1965) és Bukarestben (1966) mutatkozott be egyéni tárlattal. Munkáival szerepelt a ravennai II. Dante Nemzetközi Kisplasztikai Biennálén (1975).
Kiváló karakterérzékkel örökítette meg a történelem hőseit, az erdélyi irodalom, tudomány és művelődés jeleseit. Fémplakettjein többek közt Szenczi Molnár Albert, Bethlen Gábor, Kájoni János, Misztótfalusi Kis Miklós, Mikes Kelemen, Bolyai Farkas, Arany János, Brassai Sámuel, Orbán Balázs, Ady Endre, Benedek Elek, Kelemen Lajos, Nagy István szerepel. Munkái közül Giurgiuban állították fel Nicolae Nancovici 1877-es román függetlenségi harcos, Gheorghiu-Dej Városban Alecu Russo román költő térszobrát, a kolozsvári Brassai Sámuel Ipari Líceum őrzi Apáczai Csere Jánosról készült magas domborművét, Gábor Áron-mellszobra Sepsiszentgyörgyön, Bod Péter-mellszobra és a Végh Antalról, Gábor Áron munkatársáról készült mellszobra Csernátonban áll. Benedek Elekről készült egész alakos szobrát a kisbaconi Benedek Elek Emlékház előtti parkban helyezték el.

## Díjak, kitüntetések
- 1971, Bukarest: az RSZK Művelődési és Művészetügyi Tanácsa (ex aequo), szobrászati díja
- 1974, Kolozsvár: a Romániai Képzőművészek Szövetségének Kolozsvári Fiókja, ifjúsági díja
- 1996, EMKE, Szolnay-díj
- 2002, Fadrusz János emlékérem
- 2003, Bukarest: Művelődési Érdemrend tiszti fokozata
- 2003, Bukarest: Állami Érdemdíj
- 2008, Magyar Köztársaság Érdemrend Lovagkeresztje
- 2011, posztumusz Székely Bertalan-díj